# Archaecarinatitae
Древньощелепцеві (Archaecarinatitae Zamoroka, 2022) — надтриба жуків з родини Скрипунових, виділена на основі поєднання молекулярної філогенії та морфології. Типовим родом для надтриби є Ялинник (Oxymirus Mulsant, 1862)

## Етимологія назви
Наукова назва «Archaecarinatitae» походить від давньогрецького «ἀρχαῖος» — «давній» і латинського «carina» — «кіль». Назва підкреслює морфологічну особливість личинок у представників надтриби, які мають три внутрішні кілі на мандибулах, що є архаїчною рисою личинок. Ця ознака є унікальною для Archaecarinatitae у складі Lepturinae.

## Молекулярна філогенія
Відповідно до молекулярної філогенії на основі мітохондрієвих генів 12S рРНК, 16S рРНК, COI і ядрових генів 18S рРНК, 28S рРНК надтриба Древньощелепцеві є компактною групою з чотирьох реліктових малочисельних триб Oxymirini, Sachalinobiini, Xylosteini й Rhamnusiini у підродині Тонкохвісткових (Lepturinae).
Монофілетична клада, заснована на філогенії за генами 12S RNA + 16S rRNA + COI + 18S rRNA + 28S rRNA. Найменш інклюзивна клада, що включає роди Oxymirus, Sachalinobia, Xylosteus, Rhamnusium, але не включає Rhagium, Stenocorus, Pidonia, Evodinus, Carilia, Leptura.
До складу надтриби входять:
- Ялинцеві — Oxymirini Danilevsky, 2014, nec. Althoff & Danilevsky, 1997
- Sachalinobiini Danilevsky, 2010
- Xylosteini Reitter, 1912
- Дуплянцеві — Rhamnusiini Özdikmen, 2007, nec. Sama, 2009, nec. Althoff & Danilevsky, 1997 (=Enoploderini Althoff & Danilevsky, 1997 (nomen nudum))

## Діагностичні ознаки
Древньощелепцеві — морфологічно гетерогенна група. Тіло зазвичай витягнуте. Голова витягнута, з добре розвиненими й виступаючими скронями і квадратним лобом. Очі опуклі, сильно вирізані. Вусики широко розставлені на передній частині голови. Передньоспинка майже циліндрична, з великим загостреним або згладженим бічним горбиком. Передньогруди — короткі. Передньогрудний відросток тонкий, повністю розділяє передні тазики. Мандибули личинок із трьома внутрішніми кілями.